# Вилхелм II фон Нойенар
Вилхелм II фон Нойенар (на немски: Wilhelm II von Neuenahr; * между 1485 и 1487; † между 16 март и 24 август 1552) е граф на Лимбург, господар на Бедбург, Гарсдорф и Роезберг, немски дипломат, подкрепящ реформациятя.

## Биография
Той е син на граф Вилхелм I фон Нойенар-Лимбург-Бедбург (* ок. 1447; † 1497/1501), господар на Бедбург, и съпругата му богатата наследничка Валбурга фон Мандершайд-Шлайден (* 1468; † 1530/35), господарка на Шлайден, дъщеря на граф Куно I фон Мандершайд-Кроненбург-Нойербург († 1489) и Валпургис фон Хорн († 1476).
Баща му умира през 1497 г. и малолетният Вилхелм II има опекуни. Майка му се омъжва втори път на 7 декември 1502 г. за Фридрих фон Егмонт, граф на Бюрен и Леердам († 1521).
През 1505 г. Вилхелм II фон Нойенар е в свитата на Кьолнския архиепископ Херман IV фон Хесен († 1508) и участва в имперското събрание на по-късния император Максимилиан I в Кьолн. Още през 1508 г. той е дворцов майстер в Кьолн.
От Карл V (1500 – 1558) Вилхелм II фон Нойенар получава през 1518/1519 г. подарък от 2000 златни гулдена за помагането му като наследствен дворцов майстер при изборите му за римско-немски крал.
Вилхелм II фон Нойенар се жени ок. 28 юни 1518 г. за графиня Анна фон Вид-Мьорс († сл. 1528), господарка на Родемахерн (Родемак), наследничка на графство Мьорс, единствена дъщеря на Вилхелм III фон Рункел († 1526), граф на Вид-Изенбург и Мьорс, и графиня Маргарета фон Мьорс цу Мьорс († 1515). Съпругата му Анна фон Вид е племенница на Херман V фон Вид, архиепископ на Кьолн (1515 – 1547), и на Фридрих III фон Вид, епископ на Мюнстер (1522 – 1532).
Неговият тъст Вилхелм му дава на 20 март 1519 г. Графство Мьорс също господствата Родемахерн и Болхен (Boulay-Moselle). Собствеността на Родемахерн обаче е спорна между графовете фон Вид/Нойенар и маркграфовете фон Баден-Баден.
Вилхелм II фон Нойенар често е на дипломатически мисии за император Карл V и Курфюрство Саксония. През октомври/ноември 1531 г. той и юлих-клевският канцлер Йохан Гхогреф († 1554) по нареждане на херцог Йохан III фон Юлих-Клеве-Берг († 1539) са дванадесет дена в дипломатическа мисия в двора на английския крал Хенри VIII (1491 – 1547).

## Деца
Вилхелм II фон Нойенар и Анна фон Вид-Мьорс имат децата:
- Херман фон Нойенар Млади (* 1514; † 4 декември 1578), граф на Нойенар и Мьорс, господар на Бедбур, женен на 16 юли 1538 г. за Магдалена фон Насау-Диленбург (* 6 октомври 1522; † 18 август 1567), полусестра на Вилхелм Орански, дъщеря на граф Вилхелм „Богатия“ фон Насау-Диленбург (1487 – 1559) и първата му съпруга Валбурга д' Егмонт (1490 – 1529)
- Анна Валбурга фон Нойенар-Бедбур (* 1522; † 25 май 1600), наследничка 1578 г. на брат си, омъжена I. на 29 януари 1546 г. за Филип IV де Монморанси-Нивел, граф на Хорн и Алтена (1518/1526 – 5 юни 1568, екзекутиран в Брюксел), II. пр. 4 юли 1575 г. за граф Адолф фон Нойенар, бургграф на Кьолн (1554 – 1589)